# اتحاد النيجر لكرة القدم
تأسس اتحاد النيجر لكرة القدم في عام 1967 وانضم إلى الإتحاد الدولي لكرة القدم في 1967 وإنضم إلى الاتحاد الأفريقي لكرة القدم في 1967.